# A. F. Steadman
Annabel Steadman (nacida en 1992), quien escribe bajo el seudónimo de A. F. Steadman, es una autora británica.
Steadman asistió a The King's School con becas académicas y de música, estudió idiomas y derecho en el Selwyn College y una maestría en escritura creativa en Cambridge.
En 2020, Steadman recibió un contrato de "siete cifras"  para escribir una serie de fantasía de tres libros sobre "unicornios sedientos de sangre". Se cree que este es el trato anticipado más grande jamás realizado por un escritor de libros infantiles debutante. En la misma semana, Sony Pictures adquirió los derechos para rodar una película.
En 2022, fue lanzado Skandar and the Unicorn Thief, el primer libro de la serie Skandar. The Sunday Times lo llamó un "cuento apasionante". En noviembre de 2022, se anunció que Simon & Schuster había adquirido tres libros más de Steadman. Esto llevará la serie Skandar a cinco libros. El segundo libro de la serie, Skandar y el jinete fantasma, se publicará el 27 de abril de 2023.

## Publicaciones
- Skandar y el ladrón del unicornio, Simon & Schuster, 2022
- Skandar y el jinete fantasma, Simon & Schuster, 2023
- Skandar y los juegos del caos, Simon & Schuster, 2024